# أنطونيو دي ماسيدو
أنطونيو دي ماسيدو (بالبرتغالية: António de Macedo‏) هو مونتير وأستاذ جامعي وكاتب سيناريو وفيلسوف وكاتب ومخرج برتغالي، ولد في 5 يوليو 1931 في لشبونة في البرتغال، وتوفي بنفس المكان في 5 أكتوبر 2017.

## وصلات خارجية
- أنطونيو دي ماسيدو على موقع IMDb (الإنجليزية)
- أنطونيو دي ماسيدو على موقع ألو سيني (الفرنسية)
- أنطونيو دي ماسيدو على موقع أول موفي (الإنجليزية)
- أنطونيو دي ماسيدو على موقع قاعدة بيانات الفيلم (الإنجليزية)
- أنطونيو دي ماسيدو على موقع كينوبويسك (الروسية)